# Квебецький університет в Абітібі-Теміскамінг
Квебе́цький університе́т в Абітібі́-Теміскамі́нг (фр. Université du Québec en Abitibi-Témiscamingue вимова: Універсіте́ дю Кебе́к ан Абітібі́-Теміскамі́нг — UQÀT) — вищий навчальний заклад, розташований у регіоні Абітібі-Теміскамінг провінції Квебек (Канада). 
Частина університетської мережі Квебецький університет. Заснований у 1983 році.
Кампус поділено поміж трьома містами: Валь-д'Ор, Руен-Норанда і Амос. Є також навчальні центри на Півночі Квебеку.